# Botka János
Névedi Botka János Ágoston (Somogygeszti, 1828. augusztus 30.–Zalaújfalu, 1908. december 11.), 1848-as honvédszázados, a keszthelyi 48-as párt díszelnöke, a kapornaki járás alszolgabírója, a Zala vármegye törvényhatósági bizottságának a tagja, a Zala megyei Honvédegylet tagja, földbirtokos.

## Származása
Az ősrégi nemesi származású névedi Botka családnak a sarja. Apja névedi Botka János (1795–1843), földbirtokos, anyja nedeczei Nedeczky Franciska (1803–1882) volt. Az apai nagyszülei névedi Botka Mihaly és nádasi Tersztyánszky Anna (1771–1807) voltak. Az anyai nagyszülei nedecei Nedeczky Ferenc (1769–1835), Zala vármegyei táblabíró, megyei másodaljegyző, árvaszéki elnök, földbirtokos, és a lomniczai Skerlecz családból való lomniczai Skerlecz Mária Klára (1777–1828) voltak. Az apai nagyapjának a fivére névedi Botka József (1774–1846), táblabíró, földbirtokos, Zala vármegye alispánja 1834 és 1837 között volt. Az anyai nagybátyja nedeczei Nedeczky Lajos (1800–1841), Zala vármegyei földbirtokos, főszolgabíró, Zala vármegye helyettes alispánja; anyai nagynénje nedeczei Nedeczky Hedvig (1814–1879), akinek a férje tagyosi Csapó Vilmos (1798–1879) 1848-as honvéd ezredes. Botka János bátyja névedi Botka Mihály (1823–1871), Zala vármegye alispánja, országgyűlési követ, földbirtokos, a "Zalavármegyei Gazdasági Egyesület" tagja. Unokaöccse névedi Botka Jenő (1857–1921), kéttornyúlaki földbirtokos, Pápa városi képviselője, a pápai Katholikus Kör elnöke.

## Élete
Alap tanulmányai után jogot végzett. A fiatal 20 éves Botka János az 1848-as szabadságharc alatt honvédként vett részt. 1848. december 11-én hadnagy, 1849. február 2-án főhadnagy, majd 1849. július 21-én százados a 60. (Somogy megyei) honvédzászlóaljban. A szabadságharcot 1849 januárjától Komárom várának feladásáig a Központi Mozgó Sereg, ill. II. hadtest kötelékében küzdötte végig. A szabadságharc leverése után visszavonult gazdálkodni. 1865. novembere és 1867. május 6.-a között a kapornaki járás alszolgabírójaként szolgált. 1867. és 1890. zalaújfalusi (Bókaháza) birtokán gazdálkodott.

## Házassága és leszármazottjai
Mihályfán, 1855. augusztus 30-án feleségül vette az előkelő nemesi származású gyulai Gaál családból való gyulai Gaál Matild (1837.–Keszthely, 1921. június 17.) kisasszonyt, akinek a szülei gyulai Gaál Károly Erazmus (1808–1840), táblabíró, földbirtokos és a tehetős boldogfai Farkas családból való boldogfai Farkas Franciska (1813–1895) asszony voltak. Apai nagyszülei gyulai Gaál Mihály, zalai táblabíró, földbirtokos és derzséri Bakó Krisztina voltak. Anyai nagyszülei boldogfai Farkas György (1788–1823), jogász, táblabíró, földbirtokos és szladeoviczi Szladovits Erzsébet (1791–1839)
voltak; boldogfai Farkas György szülei boldogfai Farkas László (1747–1796), táblabíró, a zalalövői járás alszolgabírója, földbirtokos, és lovászi Jagasics Margit (1764–1818) voltak. Botka Jánosné gyulai Gaál Matildnak az apai nagybátyja gyulai Gaál Miklós (1799–1854) honvédtábornok. Botka János és gyulai Gaál Matild frigyéből született:
- névedi Botka Ferenc (Zalaújfalu, 1856. június 28.–Zalaújfalu, 1900. november 4.), zalaszentgróti főszolgabíró, földbirtokos. Nőtlen.[12]
- névedi Botka János (Zalaújfalu, 1858. július 30.–Zalaújfalu, 1858. augusztus 31.)
- névedi Botka Paula (Zalaújfalu, 1859. július 4.–Zalaújfalu, 1940. március 6.).[13] Férje: névedi Botka Mihály (Kéttornyúlak, 1854. január 30.–Kéttornyúlak, 1891. július 27.), megyebizottsági tag, földbirtokos.[14]
- névedi Botka István László Mihály Miklós Károly Wolfgang (Zalaújfalu, 1862. május 5.–Zalaújfalu, 1863. május 24.)
- névedi Botka Róza (Zalaújfalu, 1864. október 10.–Bagod, 1900. március 7.). Férje: hottói Nagy László (Andráshida, 1859. szeptember 6.–†Andráshida, 1915. augusztus 2.), ügyvéd, földbirtokos.[15] (2.f.: kiszellői és nemesvarböki Csesznak Elza)
- névedi Botka Ernesztina (Zalaújfalu, 1867. december 30.–†?). Férje: hajdúdorogi Gulyás Miklós (Hajdúdorog, 1850. november 30.–Keszthely, 1921. szeptember 15.), honvéd huszárőrnagy.[16]